# Resen (priimek)
Resen je priimek več znanih Slovencev:
- Anton Resen (1905—1992), salezijanski duhovnik
- Jožef Resen (1899—1976), rimskokatoliški duhovnik in pedagog